# Синафобранхові
Синафобранхові (Synaphobranchidae) — родина риб ряду вугроподібних. Згідно з кількома молекулярними дослідженнями утворює окремий підряд Синафобранховидних.
Назва походить від грецьких слів συνάφε (пов'язаний) та βράγχια (зябра).
Станом на жовтень 2002 року включає 3 підродини, 12 родів і 52 види.
Це придонні морські риби, поширені в тропічних та помірних зонах Атлантичного, Індійського й Тихого океанів. Живуть на глибинах до 2820 м, зазвичай 450—600 м. Личинки пелагічні.
Зяброві отвори розташовані знизу на тілі, під грудними плавцями або на їхньому місці (грудні плавці в деяких видів відсутні). 110—205 хребців. Характерною особливістю зябрових дуг є те, що третя гіпобранхіаль (англ. hypobranchial) спрямована вперед від середньої лінії й зустрічається із третьою цератобранхіаллю (англ. ceratobranchial) під гострим кутом. Личинки мають телескопічні (видовжені по діагоналі) очі, при цьому кришталик розташований на передньому кінці.
Склад родини:
- Підродина Simenchelyinae  Gill, 1879
  - Рід Simenchelys  Gill, 1879 (1 вид)
- Підродина Ilyophinae  Jordan & Davis, 1891
  - Рід Atractodenchelys  Robins & Robins, 1970 (3 види)
  - Рід Dysomma  Alcock, 1889 (20 видів)
  - Рід Dysommina  Ginsburg, 1951 (3 види)
  - Рід Ilyophis  Gilbert, 1891 (7 видів)
  - Рід Linkenchelys  Smith, 1989 (1 вид)
  - Рід Meadia  Böhlke, 1951 (3 види)
  - Рід Thermobiotes  Geistdoerfer, 1991 (1 вид)
- Підродина Synaphobranchinae  Johnson, 1862
  - Рід Diastobranchus  Barnard, 1923 (1 вид)
  - Рід Haptenchelys  Robins & Martin, 1976 (2 види)
  - Рід Histiobranchus  Gill, 1883 (3 види)
  - Рід Synaphobranchus  Johnson, 1862 (7 видів)

Підродина Simenchelyinae включає лише один вид Simenchelys parasiticus. Тіло дуже слизьке, вкрите лусками, вставленими в шкіру. Морда тупа й округла, рот кінцевий, щілиноподібний. Грудні плавці помірного розміру. Максимальна довжина близько 60 см.
До складу підродини Ilyophinae (синонім Dysommidae  Gill, 1893) входить 7 родів, які разом налічують 38 видів. Тіло позбавлене лусок (за виключенням деяких видів Ilyophis), голова сплющена й відносно округла, нижня щелепа коротша за верхню, деякі зуби відносно довгі, в Thermobiotes та деяких видів Dysomma відсутній грудний плавець.
Підродина Synaphobranchinae включає 4 роди й 13 видів. Тіло вкрите лусками (в Haptenchelys texis зазвичай голе), голова стиснута й відносно загострена, нижня щелепа довша за верхню, зуби маленькі й голчасті, зяброві щілини злилися або лише трохи розділені в більшості видів. Представники підродини мають світлу спину та темне черево, така комбінація кольорів протилежна тій, яку зазвичай мають риби.